# Megachile
Megachile là một chi ong trong họ Megachilidae. Chi này được Latreille miêu tả khoa học năm 1802.

## Các loài
Các loài trong chi này gồm:
- Megachile abacula Cresson, 1878
- Megachile abdominalis Smith, 1853
- Megachile abessinica Friese, 1915
- Megachile abluta Cockerell, 1911
- Megachile abnegatula Cockerell, 1937
- Megachile abnormis Mitchell, 1930
- Megachile abongana Strand, 1911
- Megachile acanthura Cockerell, 1937
- Megachile accraensis Friese, 1903
- Megachile acculta Cockerell, 1931
- Megachile acerba Mitchell, 1930
- Megachile acris Mitchell, 1930
- Megachile aculeata Vachal, 1910
- Megachile acutiventris Friese, 1903
- Megachile addenda Cresson, 1878
- Megachile addita Pasteels, 1965
- Megachile addubitans Cockerell, 1931
- Megachile adelaidae Cockerell, 1910
- Megachile adeloptera Schletterer, 1891
- Megachile adelphodonta Cockerell, 1924
- Megachile adempta Cockerell, 1931
- Megachile admixta Cockerell, 1931
- Megachile aduaensis Friese, 1909
- Megachile adusta (King, 1994)
- Megachile aequilibra Vachal, 1908
- Megachile aetheria Mitchell, 1930
- Megachile aethiops Smith, 1853
- Megachile affabilis Mitchell, 1930
- Megachile affinis Brullé, 1832
- Megachile afra Pasteels, 1965
- Megachile africanibia Strand, 1912
- Megachile agilis Smith, 1879
- Megachile agustini Cockerell, 1905
- Megachile ainu Hirashima & Maeta, 1974
- Megachile akamiella Pasteels, 1965
- Megachile alamosana Mitchell, 1934
- Megachile alani Cockerell, 1929
- Megachile alata Mitchell, 1934
- Megachile albicaudella Pasteels, 1965
- Megachile albiceps Friese, 1903
- Megachile albidula Alfken, 1931
- Megachile albifasciata Rebmann, 1970
- Megachile albifascies (Alfken, 1932)
- Megachile albifrons Smith, 1853
- Megachile albimarginalis Rebmann, 1970
- Megachile albipila Pérez, 1895
- Megachile albiscopa Saussure, 1890
- Megachile albisecta (Klug, 1817)
- Megachile albitarsis Cresson, 1872
- Megachile albobarbata Cockerell, 1915
- Megachile albobasalis Smith, 1879
- Megachile albocincta Radoszkowski, 1874
- Megachile albocristata Smith, 1853
- Megachile albofilosa Cockerell, 1937
- Megachile albohirsuta Pasteels, 1965
- Megachile albohirta (Brullé, 1839)
- Megachile albolineata Cameron, 1897
- Megachile albomarginata Smith, 1879
- Megachile albonigra Pasteels, 1973
- Megachile albonotata Radoszkowski, 1886
- Megachile albopilosa Friese, 1916
- Megachile alboplumula Wu, 2005
- Megachile albopunctata Jörgensen, 1909
- Megachile alborufa Friese, 1911
- Megachile alborufula Cockerell, 1937
- Megachile alboscopacea Friese, 1903
- Megachile aliceae Cockerell, 1932
- Megachile alleni Mitchell, 1927
- Megachile alleynae Rayment, 1935
- Megachile alopecura Cockerell, 1923
- Megachile alpicola Alfken, 1924
- Megachile alpigena Friese, 1925
- Megachile alta Mitchell, 1930
- Megachile altera Vachal, 1903
- Megachile alternans Friese, 1922
- Megachile alticola Cameron, 1902
- Megachile alucaba (Snelling, 1990)
- Megachile amabilis Cockerell, 1933
- Megachile ambigua (Pasteels, 1965)
- Megachile amboinensis Friese, 1909
- Megachile amica Cresson, 1872
- Megachile amoena (Pasteels, 1965)
- Megachile amparo Gonzalez, 2006
- Megachile amputata Smith, 1857
- Megachile analis Nylander, 1852
- Megachile anatolica Rebmann, 1968
- Megachile angelarum Cockerell, 1902
- Megachile angolensis (Cockerell, 1935)
- Megachile angularis Mitchell, 1930
- Megachile angulata Smith, 1853
- Megachile angusta Mitchell, 1930
- Megachile angustistrigata Alfken, 1924
- Megachile animosa Cockerell, 1931
- Megachile anodonta Cockerell, 1927
- Megachile anograe Cockerell, 1908
- Megachile anomomaculata (Pasteels, 1965)
- Megachile anthophila Strand, 1913
- Megachile anthracina Smith, 1853
- Megachile antinorii Gribodo, 1879
- Megachile antiqua Mitchell, 1930
- Megachile antisanellae Cameron, 1903
- Megachile apennina Benoist, 1940
- Megachile apicalis Spinola, 1808
- Megachile apicata Smith, 1853
- Megachile apicipennis Schrottky, 1902
- Megachile apiformis Smith, 1853
- Megachile apora Krombein, 1953
- Megachile apostolica Cockerell, 1937
- Megachile apposita Rayment, 1939
- Megachile arabica Friese, 1901
- Megachile architecta Smith, 1857
- Megachile arctos Vachal, 1904
- Megachile arcuata Cockerell, 1919
- Megachile arcus Mitchell, 1930
- Megachile ardens Smith, 1879
- Megachile ardua Mitchell, 1930
- Megachile argentina Friese, 1906
- Megachile aricensis Friese, 1904
- Megachile aridissima Cockerell, 1937
- Megachile armaticeps Cresson, 1869
- Megachile armatipes Friese, 1909
- Megachile armenia Tkalcu, 1992
- Megachile armipygata Strand, 1911
- Megachile armstrongi Perkins & Cheesman, 1928
- Megachile arnaui Moure, 1948
- Megachile arnoldiella (Pasteels, 1965)
- Megachile arundinacea Taschenberg, 1872
- Megachile asahinai Yasumatsu, 1955
- Megachile asarna Cockerell, 1937
- Megachile asiatica Morawitz, 1875
- Megachile assumptionis Schrottky, 1908
- Megachile asterae Mitchell, 1943
- Megachile astragali Mitchell, 1938
- Megachile astridella Pasteels, 1965
- Megachile asuncicola Strand, 1910
- Megachile asymmetrica (Snelling, 1990)
- Megachile atahualpa Schrottky, 1913
- Megachile aterrima Smith, 1861
- Megachile atlantica Benoist, 1934
- Megachile atopognatha Cockerell, 1933
- Megachile atrata Smith, 1853
- Megachile atratula Rebmann, 1968
- Megachile atrella Cockerell, 1906
- Megachile atricoma Vachal, 1908
- Megachile atripes Friese, 1904
- Megachile atroalbida Pasteels, 1965
- Megachile atrocastanea (Alfken, 1932)
- Megachile atropyga (van der Zanden, 1995)
- Megachile attenuata Vachal, 1910
- Megachile aurantiaca Friese, 1905
- Megachile aurantipennis Cockerell, 1912
- Megachile aurata Mitchell, 1930
- Megachile aurea Mitchell, 1930
- Megachile aureiventris Schrottky, 1902
- Megachile auriceps Meade-Waldo, 1914
- Megachile auriculata (Gupta, 1989)
- Megachile aurifacies Pasteels, 1985
- Megachile aurifera Cockerell, 1935
- Megachile aurifrons Smith, 1853
- Megachile aurilabris Pasteels, 1965
- Megachile auripubens Rebmann, 1970
- Megachile aurivillii Friese, 1901
- Megachile aurorea Friese, 1917
- Megachile aurulenta (Pasteels, 1970)
- Megachile austeni Cockerell, 1906
- Megachile australasiae Dalla Torre, 1896
- Megachile australis Lucas, 1876
- Megachile axillaris Meade-Waldo, 1915
- Megachile axyx (Snelling, 1990)
- Megachile azarica Cockerell, 1945
- Megachile azteca Cresson, 1878
- Megachile babylonica Rebmann, 1970
- Megachile badia Bingham, 1890
- Megachile baeri Vachal, 1904
- Megachile baetica (Gerstäcker, 1869)
- Megachile bahamensis Mitchell, 1927
- Megachile bakeri Cockerell, 1918
- Megachile bangana Cockerell, 1931
- Megachile banksi Mitchell, 1930
- Megachile barbata Smith, 1853
- Megachile barbatula Smith, 1879
- Megachile barbiellinii Moure, 1944
- Megachile barkeri Cockerell, 1920
- Megachile barvonensis Cockerell, 1914
- Megachile basalis Smith, 1853
- Megachile basirubella Pasteels, 1973
- Megachile batchelori Cockerell, 1929
- Megachile battorensis Meade-Waldo, 1912
- Megachile bella Mitchell, 1930
- Megachile bellula Bingham, 1897
- Megachile benigna Mitchell, 1930
- Megachile benitocola Strand, 1912
- Megachile bentoni Cockerell, 1919
- Megachile bernardinensis Strand, 1910
- Megachile bertonii Schrottky, 1909
- Megachile beutenmulleri Cockerell, 1907
- Megachile bhavanae Bingham, 1897
- Megachile bicarinis Vachal, 1909
- Megachile bicolor (Fabricius, 1781)
- Megachile bicornis (King, 1994)
- Megachile bicornuta Friese, 1903
- Megachile bidentata (Fabricius, 1775)
- Megachile bidentis Cockerell, 1896
- Megachile biexcisa (Pasteels, 1970)
- Megachile bigibbosa Friese, 1908
- Megachile biloba Vachal, 1910
- Megachile bilobata Friese, 1915
- Megachile binominata Smith, 1853
- Megachile binota Vachal, 1908
- Megachile binotulata Dalla Torre, 1896
- Megachile bioculata Pérez, 1902
- Megachile bipartita Smith, 1879
- Megachile bipunctulata (Pasteels, 1965)
- Megachile biroi Friese, 1903
- Megachile biseta Vachal, 1903
- Megachile bisinua Vachal, 1908
- Megachile bispinosa Friese, 1921
- Megachile bituberculata Ritsema, 1880
- Megachile blanda Mitchell, 1930
- Megachile blanda Rebmann, 1968
- Megachile boharti Mitchell, 1942
- Megachile boliviensis Friese, 1917
- Megachile bombiformis Gerstäcker, 1857
- Megachile bombycina Radoszkowski, 1874
- Megachile bomplandensis Durante, 1996
- Megachile boswendica Cockerell, 1931
- Megachile botanicarum Cockerell, 1923
- Megachile botucatuna Schrottky, 1913
- Megachile bougainvillei Cockerell, 1911
- Megachile brachysoma Cockerell, 1924
- Megachile bradleyi Mitchell, 1934
- Megachile brasiliensis Dalla Torre, 1896
- Megachile bredoi Cockerell, 1935
- Megachile brethesi Schrottky, 1909
- Megachile breviata Vachal, 1908
- Megachile breviceps Friese, 1898
- Megachile brevis Say, 1837
- Megachile breviuscula Smith, 1879
- Megachile bridarollii Moure, 1947
- Megachile brimleyi Mitchell, 1926
- Megachile brochidens Vachal, 1903
- Megachile brooksi Pauly, 2001
- Megachile browni Mitchell, 1934
- Megachile bruchi Schrottky, 1909
- Megachile bruneri Mitchell, 1934
- Megachile bruneriella Cockerell, 1917
- Megachile brunissima (Pasteels, 1965)
- Megachile bucephala (Fabricius, 1793)
- Megachile buchwaldi Mitchell, 1943
- Megachile buddhae Dalla Torre, 1896
- Megachile buehleri Schrottky, 1909
- Megachile bukamensis Cockerell, 1935
- Megachile bullata Friese, 1911
- Megachile burdigalensis Benoist, 1940
- Megachile burmeisteri Friese, 1908
- Megachile burungana Cockerell, 1931
- Megachile butonensis Friese, 1909
- Megachile butteli Friese, 1918
- Megachile buxtoni Perkins & Cheesman, 1928
- Megachile caldwelli Cockerell, 1911
- Megachile calida Smith, 1879
- Megachile callura (Cockerell, 1914)
- Megachile campanulae (Robertson, 1903)
- Megachile canariensis Pérez, 1902
- Megachile candanga Raw, 2006
- Megachile candentula Cockerell, 1915
- Megachile candida Smith, 1879
- Megachile candidicauda Cockerell, 1932
- Megachile candidigena Cockerell, 1932
- Megachile canescens (Brullé, 1832)
- Megachile canifrons Smith, 1853
- Megachile capitata Smith, 1853
- Megachile capiticola Cockerell, 1938
- Megachile captionis Cockerell, 1914
- Megachile carbonaria Smith, 1853
- Megachile caricina Cockerell, 1907
- Megachile carinata Radoszkowski, 1893
- Megachile carinifrons Alfken, 1926
- Megachile cartagenensis Mitchell, 1930
- Megachile carteri Cockerell, 1929
- Megachile casadae Cockerell, 1898
- Megachile castaneipes Friese, 1908
- Megachile catamarcensis Schrottky, 1908
- Megachile catulus (Cockerell, 1910)
- Megachile centuncularis (Linnaeus, 1758)
- Megachile cephalotes Smith, 1853
- Megachile cestifera Benoist, 1954
- Megachile cetera Cockerell, 1912
- Megachile ceylonica Bingham, 1896
- Megachile chamacoco Schrottky, 1913
- Megachile chapini (Cockerell, 1935)
- Megachile cheesmanae (Michener, 1965)
- Megachile chelostomoides Gribodo, 1894
- Megachile chichimeca Cresson, 1878
- Megachile chilensis Spinola, 1851
- Megachile chilopsidis Cockerell, 1900
- Megachile chinensis Radoszkowski, 1874
- Megachile chlorura Cockerell, 1918
- Megachile chromatica Cockerell, 1932
- Megachile chrysognatha Cockerell, 1943
- Megachile chrysophila Cockerell, 1896
- Megachile chrysopogon Vachal, 1910
- Megachile chrysopyga Smith, 1853
- Megachile chrysopygopsis Cockerell, 1929
- Megachile chrysorrhea Gerstäcker, 1857
- Megachile chyzeri Friese, 1909
- Megachile ciliatipes Cockerell, 1921
- Megachile cincta (Fabricius, 1781)
- Megachile cinctiventris Friese, 1916
- Megachile cincturata Cockerell, 1912
- Megachile cinerea Friese, 1905
- Megachile cingulata Friese, 1903
- Megachile cinnamomea Alfken, 1935
- Megachile circumcincta (Kirby, 1802)
- Megachile clara Mitchell, 1930
- Megachile clariceps Friese, 1917
- Megachile cliffordi Rayment, 1953
- Megachile clio Friese, 1903
- Megachile clotho Smith, 1861
- Megachile clypeata Smith, 1853
- Megachile clypeosinuata Pasteels, 1985
- Megachile cochisiana Mitchell, 1934
- Megachile cockerelli Rohwer, 1923
- Megachile coelioxoides Cresson, 1878
- Megachile coelostoma Cockerell, 1932
- Megachile cognata Smith, 1853
- Megachile cognatiforme (Pasteels, 1970)
- Megachile collaris Friese, 1908
- Megachile colombiana Mitchell, 1930
- Megachile coloradensis Mitchell, 1936
- Megachile colorata Fox, 1896
- Megachile comata Cresson, 1872
- Megachile combinata (Pasteels, 1965)
- Megachile commixta (Pasteels, 1970)
- Megachile communis Morawitz, 1875
- Megachile compacta Smith, 1879
- Megachile compta Vachal, 1908
- Megachile conaminis Cockerell, 1926
- Megachile concava Mitchell, 1930
- Megachile concinna Smith, 1879
- Megachile concolor Friese, 1903
- Megachile conferta Mitchell, 1930
- Megachile congruata Mitchell, 1943
- Megachile congruens Friese, 1903
- Megachile coniformis Friese, 1922
- Megachile conjugalis Mitchell, 1930
- Megachile conjuncta Smith, 1853
- Megachile conjunctiformis Yasumatsu, 1938
- Megachile conradsi Friese, 1911
- Megachile constructrix Smith, 1879
- Megachile contempta Mitchell, 1930
- Megachile continua Mitchell, 1930
- Megachile coquilletti Cockerell, 1915
- Megachile coquimbensis Ruiz, 1938
- Megachile cordata Smith, 1879
- Megachile cordovensis Mitchell, 1930
- Megachile corduvensis Schrottky, 1909
- Megachile cornigera Friese, 1904
- Megachile corsica Benoist, 1935
- Megachile costaricensis Friese, 1917
- Megachile crabipedes Wu, 2005
- Megachile cradockensis Friese, 1909
- Megachile crandalli Mitchell, 1957
- Megachile crassepunctata Yasumatsu & Hirashima, 1965
- Megachile crassipes Smith, 1879
- Megachile crassitarsis Cockerell, 1931
- Megachile crassula Pérez, 1896
- Megachile crenulata Fox, 1896
- Megachile cressa (Tkalcu, 1988)
- Megachile creusa Bingham, 1898
- Megachile croceipennis Friese, 1917
- Megachile crotalariae (Schwimmer, 1980)
- Megachile cruziana Mitchell, 1930
- Megachile ctenophora Holmberg, 1886
- Megachile cubiceps Friese, 1906
- Megachile cupreohirta Cockerell, 1933
- Megachile curta Cresson, 1865
- Megachile curtilipes Vachal, 1909
- Megachile curtula Gerstäcker, 1857
- Megachile curtuloides Pasteels, 1973
- Megachile curvipes Smith, 1853
- Megachile cyanipennis Guérin-Méneville, 1845
- Megachile cygnorum Cockerell, 1906
- Megachile cylindrica Friese, 1906
- Megachile cypricola Mavromoustakis, 1938
- Megachile dacica Mocsáry, 1879
- Megachile dakotensis Mitchell, 1926
- Megachile dalmeidai Moure, 1944
- Megachile dampieri Cockerell, 1907
- Megachile dariensis Pasteels, 1965
- Megachile darwiniana Cockerell, 1906
- Megachile davaonensis Cockerell, 1918
- Megachile davidsoni Cockerell, 1902
- Megachile davisi Mitchell, 1930
- Megachile dawensis (Pasteels, 1965)
- Megachile deanii Rayment, 1935
- Megachile decemsignata Radoszkowski, 1881
- Megachile deceptoria Pérez, 1890
- Megachile deceptrix Smith, 1879
- Megachile deflexa Cresson, 1878
- Megachile delectus Mitchell, 1930
- Megachile delphinensis Benoist, 1962
- Megachile demeter Cockerell, 1937
- Megachile densa Mitchell, 1930
- Megachile dentitarsus Sladen, 1919
- Megachile derasa Gerstäcker, 1869
- Megachile derelicta Cockerell, 1913
- Megachile derelictula Cockerell, 1937
- Megachile desertorum Morawitz, 1875
- Megachile detersa Cockerell, 1910
- Megachile devadatta Cockerell, 1907
- Megachile devexa Vachal, 1903
- Megachile diabolica Friese, 1898
- Megachile diasi Raw, 2006
- Megachile difficilis Morawitz, 1875
- Megachile digiticauda Cockerell, 1937
- Megachile digna Mitchell, 1930
- Megachile diligens Smith, 1879
- Megachile dimidiata Smith, 1853
- Megachile dinognatha Cockerell, 1929
- Megachile dinura Cockerell, 1911
- Megachile diodontura Cockerell, 1922
- Megachile discolor Smith, 1853
- Megachile discorhina Cockerell, 1924
- Megachile discretula Cockerell, 1937
- Megachile discriminata Rebmann, 1968
- Megachile disjuncta (Fabricius, 1781)
- Megachile disjunctiformis Cockerell, 1911
- Megachile disputabilis Krombein, 1951
- Megachile distinguenda Ruiz, 1941
- Megachile diversa Mitchell, 1930
- Megachile doanei Cockerell, 1908
- Megachile doddiana Cockerell, 1906
- Megachile dohrandti Morawitz, 1880
- Megachile doleschalli Cockerell, 1907
- Megachile dolichognatha Cockerell, 1931
- Megachile dolichosoma Benoist, 1962
- Megachile dolichotricha Cockerell, 1927
- Megachile donata Mitchell, 1930
- Megachile dorsalis Pérez, 1879
- Megachile dorsata Smith, 1853
- Megachile duala Strand, 1914
- Megachile dubiosa Friese, 1909
- Megachile duboulaii (Smith, 1865)
- Megachile dulciana Mitchell, 1934
- Megachile dupla Ritsema, 1880
- Megachile ebenea (King, 1994)
- Megachile eburnipes Vachal, 1904
- Megachile ecplectica (Snelling, 1990)
- Megachile ecuadoria Friese, 1904
- Megachile edentata Friese, 1925
- Megachile edwardsi Friese, 1922
- Megachile edwardsiana Friese, 1925
- Megachile ekuivella Cockerell, 1909
- Megachile electrum Mitchell, 1930
- Megachile elizabethae Bingham, 1897
- Megachile elongata Smith, 1879
- Megachile emexae (King, 1994)
- Megachile empeyi (Pasteels, 1970)
- Megachile enceliae Cockerell, 1926
- Megachile epixanthula Cockerell, 1931
- Megachile ericetorum Lepeletier, 1841
- Megachile erimae Mocsáry, 1899
- Megachile erythropyga Smith, 1853
- Megachile erythrura (Pasteels, 1970)
- Megachile esakii Yasumatsu, 1935
- Megachile esseniensis (Pasteels, 1979)
- Megachile estebana Cockerell, 1924
- Megachile eucalypti Cockerell, 1910
- Megachile eulaliae Cockerell, 1917
- Megachile eupyrrha Cockerell, 1937
- Megachile eurimera Smith, 1854
- Megachile eurycephala Wu, 2005
- Megachile eurymera Smith, 1854
- Megachile euzona Pérez, 1899
- Megachile exaltata Smith, 1853
- Megachile excavata Cockerell, 1937
- Megachile exilis Cresson, 1872
- Megachile expleta Mitchell, 1930
- Megachile exsecta Pasteels, 1965
- Megachile fabricator Smith, 1868
- Megachile faceta Bingham, 1897
- Megachile facetula Cockerell, 1918
- Megachile facialis Vachal, 1908
- Megachile falcidentata Moure & Silveira, 1992
- Megachile familiaris Cockerell, 1916
- Megachile fasciatella Friese, 1905
- Megachile fastidiosa Mitchell, 1930
- Megachile fastigiata Vachal, 1910
- Megachile feijeni Schulten, 1977
- Megachile felicis Mitchell, 1930
- Megachile felina Gerstäcker, 1857
- Megachile ferox Smith, 1879
- Megachile ferruginea (King & Exley, 1985)
- Megachile ferruginea Friese, 1903
- Megachile ferruginosa Mitchell, 1930
- Megachile fertoni Pérez, 1896
- Megachile fervida Smith, 1853
- Megachile fidelis Cresson, 1878
- Megachile fiebrigi Schrottky, 1908
- Megachile filicornis Friese, 1908
- Megachile fimbriata Smith, 1853
- Megachile fimbriventris Friese, 1911
- Megachile finschi Friese, 1911
- Megachile flabellipes Pérez, 1895
- Megachile flammicauda Cockerell, 1937
- Megachile flammiventris Vachal, 1908
- Megachile flavibasis Cockerell, 1920
- Megachile flavicrinis Vachal, 1908
- Megachile flavidula Rebmann, 1970
- Megachile flavihirsuta Mitchell, 1930
- Megachile flavipennis Smith, 1853
- Megachile flavipes Spinola, 1838
- Megachile flavofasciata Wu, 1982
- Megachile fletcheri Cockerell, 1919
- Megachile florensis Mitchell, 1943
- Megachile foersteri Gerstäcker, 1869
- Megachile foliata Smith, 1861
- Megachile forbesii Cockerell, 1937
- Megachile formosa (Pasteels, 1970)
- Megachile fortis Cresson, 1872
- Megachile framea Schrottky, 1913
- Megachile franki (Friese, 1920)
- Megachile frankieana Raw, 2006
- Megachile fraterna Smith, 1853
- Megachile friesei Schrottky, 1902
- Megachile frigida Smith, 1853
- Megachile frontalis (Fabricius, 1804)
- Megachile frugalis Cresson, 1872
- Megachile fruticosa Mitchell, 1930
- Megachile fucata Mitchell, 1934
- Megachile fuerteventurae (Tkalcu, 1993)
- Megachile fuliginosa Friese, 1925
- Megachile fullawayi Cockerell, 1914
- Megachile fultoni Cockerell, 1913
- Megachile fulva Smith, 1853
- Megachile fulvescens Smith, 1853
- Megachile fulvifrons Smith, 1858
- Megachile fulvimana Eversmann, 1852
- Megachile fulvipennis Smith, 1879
- Megachile fulvitarsis Friese, 1909
- Megachile fulvofasciata Radoszkowski, 1882
- Megachile fulvohirta Friese, 1904
- Megachile fulvomarginata Cockerell, 1906
- Megachile fumata Mitchell, 1930
- Megachile fumipennis Smith, 1868
- Megachile funebris Radoszkowski, 1874
- Megachile funeraria Smith, 1863
- Megachile funnelli Cockerell, 1907
- Megachile furcata Vachal, 1909
- Megachile fusca Friese, 1903
- Megachile fuscicauda Cockerell, 1933
- Megachile fuscitarsis Cockerell, 1912
- Megachile futilis Mitchell, 1930
- Megachile gahani Cockerell, 1906
- Megachile galactogagates Gribodo, 1894
- Megachile gambiensis Cockerell, 1937
- Megachile garambana Pasteels, 1965
- Megachile garleppi Friese, 1904
- Megachile gastracantha Cockerell, 1931
- Megachile gathela Cameron, 1908
- Megachile gemula Cresson, 1878
- Megachile genalis Morawitz, 1880
- Megachile geneana (Gribodo, 1894)
- Megachile gentilis Cresson, 1872
- Megachile geoffrei Cockerell, 1920
- Megachile georgica Cresson, 1878
- Megachile ghillianii Spinola, 1843
- Megachile gibbidens Vachal, 1910
- Megachile gibboclypearis Pasteels, 1979
- Megachile gigantea Friese, 1911
- Megachile gigas Schrottky, 1908
- Megachile gigas Wu, 2005
- Megachile gilbertiella Cockerell, 1910
- Megachile giliae Cockerell, 1906
- Megachile giraudi Gerstäcker, 1869
- Megachile globiceps (Pasteels, 1970)
- Megachile godeffroyi Friese, 1911
- Megachile gomphrenae Holmberg, 1886
- Megachile gomphrenoides Vachal, 1908
- Megachile gordoni Cockerell, 1937
- Megachile gothalauniensis Pérez, 1902
- Megachile gowdeyi Cockerell, 1931
- Megachile gracilis Schrottky, 1902
- Megachile grandibarbis Pérez, 1899
- Megachile granulicauda Cockerell, 1931
- Megachile gratiosa Gerstäcker, 1857
- Megachile gratiosella Cockerell, 1935
- Megachile gravita Mitchell, 1934
- Megachile grisea (Fabricius, 1794)
- Megachile griseola Cockerell, 1931
- Megachile griseopicta Radoszkowski, 1882
- Megachile grisescens Morawitz, 1875
- Megachile guaranitica Schrottky, 1909
- Megachile guayaqui Schrottky, 1913
- Megachile guineae Strand, 1912
- Megachile habilis Mitchell, 1930
- Megachile habropodoides Meade-Waldo, 1912
- Megachile hackeri Cockerell, 1913
- Megachile haematogastra Cockerell, 1921
- Megachile haematognatha Cockerell, 1937
- Megachile haemotoxylonae Mitchell, 1930
- Megachile hamata Mitchell, 1930
- Megachile hamatipes Cockerell, 1923
- Megachile hampsoni Cockerell, 1906
- Megachile hardyi Cockerell, 1929
- Megachile harrarensis Friese, 1915
- Megachile harthulura Cockerell, 1937
- Megachile hecate Vachal, 1903
- Megachile hei Wu, 2005
- Megachile heinii Kohl, 1906
- Megachile heinrichi (Tkalcu, 1979)
- Megachile helianthi Cockerell, 1908
- Megachile heliophila Cockerell, 1913
- Megachile hemirhodura Cockerell, 1937
- Megachile henrici Cockerell, 1907
- Megachile heptadonta Cockerell, 1937
- Megachile hera Bingham, 1897
- Megachile heriadiformis Smith, 1853
- Megachile hertlei Friese, 1911
- Megachile heteroptera Sichel, 1867
- Megachile heteroscopa Cockerell, 1937
- Megachile heterotricha Cockerell, 1920
- Megachile hieronymi Friese, 1906
- Megachile hilata Mitchell, 1934
- Megachile hilli Cockerell, 1929
- Megachile hirsutula Pasteels, 1973
- Megachile hirticauda Cockerell, 1937
- Megachile hoffmanseggiae Jörgensen, 1912
- Megachile hohmanni Tkalcu, 1993
- Megachile holmbergi Schrottky, 1920
- Megachile holomelaena Cockerell, 1917
- Megachile holorhodura (Cockerell, 1933)
- Megachile holosericea (Fabricius, 1793)
- Megachile holostoma Cockerell, 1937
- Megachile hookeri Cockerell, 1915
- Megachile hopilitis Vachal, 1903
- Megachile horatii Cockerell, 1913
- Megachile horrida Schulten, 1977
- Megachile huascari Cockerell, 1912
- Megachile hubeiense Wu, 2005
- Megachile humilis Smith, 1879
- Megachile hungarica Mocsáry, 1877
- Megachile hypoleuca Cockerell, 1927
- Megachile hypopyrrha Cockerell, 1937
- Megachile ianthoptera Smith, 1853
- Megachile ichnusae Rebmann, 1968
- Megachile ignava Mitchell, 1930
- Megachile ignescens Cockerell, 1929
- Megachile igniscopata Cockerell, 1911
- Megachile ignita Smith, 1853
- Megachile iheringi Schrottky, 1913
- Megachile ikuthaensis Friese, 1903
- Megachile illustris Mitchell, 1930
- Megachile imitata Smith, 1853
- Megachile immanis Mitchell, 1930
- Megachile impartita Mitchell, 1934
- Megachile imperialis Friese, 1903
- Megachile impudens Mitchell, 1930
- Megachile incana Friese, 1898
- Megachile incerta Radoszkowski, 1876
- Megachile incisa Smith, 1858
- Megachile indica (Gupta, 1990)
- Megachile indigoferae Mitchell, 1930
- Megachile inermis Provancher, 1888
- Megachile inexpectata Pasteels, 1973
- Megachile inexspectata Rebmann, 1968
- Megachile infima Vachal, 1908
- Megachile infinita Mitchell, 1930
- Megachile inflaticauda Cockerell, 1939
- Megachile ingens Friese, 1903
- Megachile ingenua Cresson, 1878
- Megachile inimica Cresson, 1872
- Megachile innupta Cockerell, 1915
- Megachile inquirenda Schrottky, 1913
- Megachile inscita Mitchell, 1930
- Megachile insignis van der Zanden, 1996
- Megachile insolens Mitchell, 1930
- Megachile insolita (Pasteels, 1965)
- Megachile instita Mitchell, 1934
- Megachile insularis Smith, 1859
- Megachile integra Cresson, 1878
- Megachile integrella Mitchell, 1926
- Megachile intermixta Gerstäcker, 1869
- Megachile invenita (Pasteels, 1965)
- Megachile inyoensis Mitchell, 1942
- Megachile iranica Rebmann, 1970
- Megachile irritans Smith, 1879
- Megachile itapuae Schrottky, 1908
- Megachile ituriana Cockerell, 1935
- Megachile ituriella Pasteels, 1965
- Megachile ivonensis Cockerell, 1927
- Megachile izucara Cresson, 1878
- Megachile jakesi Tkalcu, 1988
- Megachile jamaicae (Raw, 1984)
- Megachile janthopteriana Strand, 1911
- Megachile japonibia Strand, 1910
- Megachile japonica Alfken, 1903
- Megachile jenseni Friese, 1906
- Megachile jerryrozeni Genaro, 2003
- Megachile joergenseni Friese, 1908
- Megachile johannis Friese, 1922
- Megachile joseana Friese, 1917
- Megachile judaea Tkalcu, 1999
- Megachile junodi Friese, 1904
- Megachile kakadui (King, 1994)
- Megachile kamerunensis Friese, 1922
- Megachile kandyca Friese, 1918
- Megachile karatauensis (Tkalcu, 1988)
- Megachile karooensis (Brauns, 1912)
- Megachile kartaboensis Mitchell, 1930
- Megachile kashmirensis (Tkalcu, 1988)
- Megachile kasiana (Pasteels, 1965)
- Megachile katonana Strand, 1911
- Megachile kelnerae Pasteels, 1978
- Megachile khamana Cockerell, 1938
- Megachile kigonserana Friese, 1903
- Megachile kimilolana Cockerell, 1931
- Megachile kirbiella Rayment, 1935
- Megachile kirbyana Cockerell, 1906
- Megachile kirbyi Kohl, 1906
- Megachile kobensis Cockerell, 1918
- Megachile kohtaoensis Cockerell, 1927
- Megachile konowiana Friese, 1903
- Megachile krebsiana Strand, 1911
- Megachile kruegeri Friese, 1923
- Megachile kuehni Friese, 1903
- Megachile kununurrensis (King, 1994)
- Megachile kurandensis Cockerell, 1910
- Megachile kuschei Cockerell, 1939
- Megachile kyotensis Alfken, 1931
- Megachile labascens Cockerell, 1925
- Megachile laboriosa Smith, 1862
- Megachile ladacensis Cockerell, 1911
- Megachile ladakhensis (Tkalcu, 1988)
- Megachile laeta Smith, 1853
- Megachile laevinasis Vachal, 1904
- Megachile lagopoda (Linnaeus, 1761)
- Megachile laguniana Mitchell, 1937
- Megachile laminata Friese, 1903
- Megachile laminopeds Wu, 2005
- Megachile laminopes Wu, 2005
- Megachile lamnula Vachal, 1908
- Megachile lanata (Fabricius, 1775)
- Megachile lanigera Alfken, 1933
- Megachile lapponica Thomson, 1872
- Megachile larochei Tkalcu, 1994
- Megachile latericauda Cockerell, 1921
- Megachile lateritia Smith, 1858
- Megachile laticeps Smith, 1853
- Megachile laticincta Cockerell, 1936
- Megachile latimanus Say, 1823
- Megachile latimetatarsis Strand, 1911
- Megachile latita Mitchell, 1934
- Megachile lativentris Friese, 1903
- Megachile latula Vachal, 1908
- Megachile laurita Mitchell, 1927
- Megachile leachella Curtis, 1828
- Megachile leeuwinensis Meade-Waldo, 1915
- Megachile lefebvrei (Lepeletier, 1841)
- Megachile lefroma Cameron, 1907
- Megachile legalis Cresson, 1879
- Megachile lenticula Vachal, 1908
- Megachile lentifera Vachal, 1909
- Megachile leonum Cockerell, 1930
- Megachile leucografa Friese, 1908
- Megachile leucomalla Gerstäcker, 1869
- Megachile leucopogon Cockerell, 1929
- Megachile leucopogonata (Dours, 1873)
- Megachile leucopogonites Moure, 1944
- Megachile leucopsis Schletterer, 1891
- Megachile leucopyga Smith, 1853
- Megachile leucospila Cockerell, 1933
- Megachile leucospilura Cockerell, 1937
- Megachile leucostomella Cockerell, 1927
- Megachile levilimba Vachal, 1908
- Megachile ligniseca (Kirby, 1802)
- Megachile limata Vachal, 1908
- Megachile lineatipes Cockerell, 1910
- Megachile lineatula Cockerell, 1937
- Megachile lineofasciata (Pasteels, 1965)
- Megachile lingulata Vachal, 1908
- Megachile lippiae Cockerell, 1900
- Megachile lobatifrons Cockerell, 1924
- Megachile lobicauda Cockerell, 1931
- Megachile lobitarsis Smith, 1879
- Megachile longiceps Meade-Waldo, 1915
- Megachile longuisetosa Gonzalez & Griswold, 2007
- Megachile lorentzi Friese, 1911
- Megachile lorenziensis Mitchell, 1930
- Megachile louisae Brauns, 1926
- Megachile luangwae Meade-Waldo, 1913
- Megachile lucidifrons Ferton, 1905
- Megachile lucidiventris Smith, 1853
- Megachile luctifera Spinola, 1841
- Megachile luederwaldti Schrottky, 1913
- Megachile luteiceps Friese, 1911
- Megachile luteicornis Pasteels, 1973
- Megachile luteipes Friese, 1908
- Megachile luteoalba Pasteels, 1973
- Megachile luteociliata Pasteels, 1965
- Megachile luteohirta Pasteels, 1973
- Megachile luteola Pasteels, 1965
- Megachile lutescens Cockerell, 1931
- Megachile lyndenburgiana Strand, 1911
- Megachile maackii Radoszkowski, 1874
- Megachile mabirensis Cockerell, 1937
- Megachile mackayensis Cockerell, 1910
- Megachile mackieae Cockerell, 1937
- Megachile macleayi Cockerell, 1907
- Megachile macneilli Mitchell, 1957
- Megachile maculariformis Cockerell, 1907
- Megachile macularis Dalla Torre, 1896
- Megachile maculata Smith, 1853
- Megachile maculosella Pasteels, 1965
- Megachile magadiensis Cockerell, 1937
- Megachile malangensis Friese, 1904
- Megachile malayana Cameron, 1901
- Megachile malimbana Strand, 1911
- Megachile manaosensis Schrottky, 1913
- Megachile manchuriana Yasumatsu, 1939
- Megachile mandibularis Morawitz, 1875
- Megachile manguna Strand, 1911
- Megachile manicata Giraud, 1861
- Megachile manifesta Cresson, 1878
- Megachile manni Mitchell, 1934
- Megachile manyara Eardley & R. P. Urban, 2006
- Megachile marginata Smith, 1853
- Megachile marina Friese, 1911
- Megachile maritima (Kirby, 1802)
- Megachile marshalli Friese, 1904
- Megachile marusa Cameron, 1905
- Megachile masaiella Cockerell, 1930
- Megachile mastrucatella Strand, 1911
- Megachile matsumurai Hirashima & Maeta, 1974
- Megachile maurata Mitchell, 1936
- Megachile mauretaniae (Tkalcu, 1992)
- Megachile mavromoustakisi van der Zanden, 1992
- Megachile maxillosa Guérin-Méneville, 1845
- Megachile mcnamerae Cockerell, 1929
- Megachile meadewaldoi Brauns, 1912
- Megachile mediana (Pasteels, 1965)
- Megachile mediocana Cockerell, 1916
- Megachile mediorufa Cockerell, 1930
- Megachile meesi Pasteels, 1966
- Megachile mefistofelica Gribodo, 1894
- Megachile megachiloides (Alfken, 1942)
- Megachile melancholica Jörgensen, 1912
- Megachile melanderi Mitchell, 1944
- Megachile melanogaster Eversmann, 1852
- Megachile melanophaea Smith, 1853
- Megachile melanops Cockerell, 1937
- Megachile melanopyga Cockerell, 1909
- Megachile melanopyga Costa, 1863
- Megachile melanopyga Schrottky, 1908
- Megachile melanota Pérez, 1895
- Megachile melanotricha Spinola, 1851
- Megachile melanura Cockerell, 1937
- Megachile mellitarsis Cresson, 1878
- Megachile mendanae Cockerell, 1911
- Megachile mendica Cresson, 1878
- Megachile mendocensis Durante, Abramovich & Lucia, 2006
- Megachile mendozana Cockerell, 1907
- Megachile meneliki Friese, 1915
- Megachile merrilli Cockerell, 1918
- Megachile mertoni Friese, 1903
- Megachile meruensis Friese, 1909
- Megachile metallescens Cockerell, 1918
- Megachile michaelis Cockerell, 1931
- Megachile micheneri Mitchell, 1936
- Megachile micrerythrura Cockerell, 1910
- Megachile microdontura Cockerell, 1927
- Megachile microsoma Cockerell, 1912
- Megachile mimetica Cockerell, 1933
- Megachile mimeticana Eardley & R. P. Urban, 2006
- Megachile minima Ashmead, 1900
- Megachile minor Vachal, 1908
- Megachile minutissima Radoszkowski, 1876
- Megachile minutula Friese, 1911
- Megachile minutuloides Alfken, 1936
- Megachile miranda Vachal, 1904
- Megachile mitchelli Raw, 2004
- Megachile mixtura Eardley & R. P. Urban, 2005
- Megachile mlanjensis Meade-Waldo, 1913
- Megachile mlunguziensis Schulten, 1977
- Megachile mobilis Mitchell, 1930
- Megachile moderata Smith, 1879
- Megachile modesta Smith, 1862
- Megachile modestissima Dalla Torre, 1896
- Megachile moelleri Bingham, 1897
- Megachile moera Cameron, 1902
- Megachile mojavensis Mitchell, 1934
- Megachile mongoliae (Tkalcu, 1988)
- Megachile mongolica Morawitz, 1890
- Megachile monkmani Rayment, 1935
- Megachile monstrifica Morawitz, 1878
- Megachile monstrosa Smith, 1868
- Megachile montenegrensis Dours, 1873
- Megachile montezuma Cresson, 1878
- Megachile montibia Strand, 1911
- Megachile monticola Smith, 1853
- Megachile montivaga Cresson, 1878
- Megachile montonii Gribodo, 1894
- Megachile morawitzi Radoszkowski, 1886
- Megachile morio Smith, 1853
- Megachile morsitans Saussure, 1890
- Megachile mortyana Dalla Torre, 1896
- Megachile mossambica Gribodo, 1895
- Megachile moureana Silveira et al., 2002
- Megachile muansae Friese, 1911
- Megachile mucida Cresson, 1878
- Megachile mucorea Friese, 1898
- Megachile mucorosa Cockerell, 1908
- Megachile multidens Fox, 1891
- Megachile multispinosa Morawitz, 1875
- Megachile mundifica Cockerell, 1921
- Megachile murina Friese, 1913
- Megachile musculus Friese, 1913
- Megachile mutala Strand, 1912
- Megachile mystacea (Fabricius, 1775)
- Megachile mystaceana (Michener, 1962)
- Megachile naevia Kohl, 1906
- Megachile nana Bingham, 1897
- Megachile nasalis Smith, 1879
- Megachile nasica Morawitz, 1880
- Megachile nasicornis Friese, 1903
- Megachile nasidens Friese, 1898
- Megachile nasutula Brauns, 1912
- Megachile natalica Cockerell, 1920
- Megachile natansiella Cockerell, 1944
- Megachile navicularis Cockerell, 1918
- Megachile neavei Vachal, 1910
- Megachile neli Cockerell, 1937
- Megachile nelsoni Mitchell, 1936
- Megachile nematocera Cockerell, 1929
- Megachile neoxanthoptera Cockerell, 1933
- Megachile neutra Vachal, 1908
- Megachile nevadensis Cresson, 1879
- Megachile newberryae Cockerell, 1900
- Megachile nidulator Smith, 1864
- Megachile nigella Vachal, 1908
- Megachile nigeriensis Cockerell, 1937
- Megachile nigra Schulten, 1977
- Megachile nigribarbis Vachal, 1909
- Megachile nigricans Cameron, 1898
- Megachile nigriceps Friese, 1903
- Megachile nigrimanus Schulten, 1977
- Megachile nigripennis Spinola, 1841
- Megachile nigripes Spinola, 1838
- Megachile nigripollex Vachal, 1910
- Megachile nigrita Radoszkowski, 1876
- Megachile nigriventris Schenck, 1870
- Megachile nigroalba Friese, 1920
- Megachile nigroapicalis Wu, 2005
- Megachile nigroaurea Pasteels, 1965
- Megachile nigrocaudata Friese, 1903
- Megachile nigrofulva Hedicke, 1940
- Megachile nigrohirta Friese, 1903
- Megachile nigromixta Cockerell, 1919
- Megachile nigropectoralis Wu, 2005
- Megachile nigropilosa Schrottky, 1902
- Megachile nigrorufa Pasteels, 1973
- Megachile nigroscopula Wu, 1982
- Megachile nigrovittata Cockerell, 1906
- Megachile nipponica Cockerell, 1914
- Megachile nitidiscutata Friese, 1920
- Megachile nivalis Friese, 1903
- Megachile niveicauda Cockerell, 1931
- Megachile niveofasciata Friese, 1904
- Megachile nivescens W. F. Kirby, 1900
- Megachile nudiventris Smith, 1853
- Megachile numerus Mitchell, 1930
- Megachile obdurata Mitchell, 1930
- Megachile obesa Pasteels, 1965
- Megachile obliqua Mitchell, 1930
- Megachile oblita Vachal, 1908
- Megachile oblonga Smith, 1879
- Megachile obscurior Jörgensen, 1912
- Megachile obtusa Smith, 1853
- Megachile occidentalis Fox, 1894
- Megachile ocellifera Cockerell, 1918
- Megachile octosignata Nylander, 1852
- Megachile oculiformis Rayment, 1956
- Megachile odonostoma Cockerell, 1924
- Megachile oenotherae (Mitchell, 1924)
- Megachile okahandjica Strand, 1911
- Megachile okinawana Yasumatsu & Hirashima, 1964
- Megachile opacifrons Pérez, 1897
- Megachile opaculina Cockerell, 1937
- Megachile opifex Smith, 1879
- Megachile opposita Smith, 1853
- Megachile orba Schrottky, 1913
- Megachile orbiculata Mitchell, 1930
- Megachile orcina Vachal, 1908
- Megachile ordinaria Smith, 1853
- Megachile orientalis Morawitz, 1895
- Megachile ornata Smith, 1853
- Megachile ornaticoxis Cockerell, 1935
- Megachile ornithica Cockerell, 1937
- Megachile orthostoma Cockerell, 1925
- Megachile osea Cameron, 1902
- Megachile oslari Mitchell, 1934
- Megachile othona Cameron, 1901
- Megachile otomita Cresson, 1878
- Megachile ovatomaculata Pasteels, 1965
- Megachile pachyceps Friese, 1922
- Megachile pagosiana Mitchell, 1934
- Megachile palaestina (Tkalcu, 1988)
- Megachile palaonica Cockerell, 1939
- Megachile pallida Radoszkowski, 1881
- Megachile pallipes Smith, 1879
- Megachile pallorea Vachal, 1903
- Megachile palmensis Mitchell, 1934
- Megachile palmeri Cresson, 1878
- Megachile pamirensis Cockerell, 1911
- Megachile pampeana Vachal, 1908
- Megachile pamperella Vachal, 1908
- Megachile panda Cockerell, 1931
- Megachile papuae (Michener, 1965)
- Megachile papuana Cockerell, 1929
- Megachile parabukamensis (Pasteels, 1965)
- Megachile paracallida Rayment, 1935
- Megachile paracantha (Pasteels, 1965)
- Megachile paraensis Mocsáry, 1887
- Megachile parallela Smith, 1853
- Megachile parancinnula Cockerell, 1937
- Megachile pararhodura Cockerell, 1910
- Megachile parata Mitchell, 1930
- Megachile paratasmanica Rayment, 1955
- Megachile paraxanthura Cockerell, 1914
- Megachile parietina (Geoffroy, 1785)
- Megachile parksi Mitchell, 1936
- Megachile parsonsiae Schrottky, 1913
- Megachile pascoensis Mitchell, 1934
- Megachile patagonica Vachal, 1904
- Megachile patellimana Spinola, 1838
- Megachile patera (King, 1994)
- Megachile paucipunctulata W. F. Kirby, 1900
- Megachile pauliani Benoist, 1950
- Megachile paulista (Schrottky, 1920)
- Megachile paulistana Schrottky, 1902
- Megachile paupera Pasteels, 1965
- Megachile peculifera Cockerell, 1919
- Megachile pedalis Fox, 1891
- Megachile penetrata Smith, 1879
- Megachile perezi Mocsáry, 1887
- Megachile pereziana Dalla Torre, 1896
- Megachile perfimbriata Cockerell, 1931
- Megachile perihirta Cockerell, 1898
- Megachile permunda Cockerell, 1912
- Megachile perniciosa Friese, 1903
- Megachile perochracea Cockerell, 1913
- Megachile perplexa Smith, 1853
- Megachile perpunctata Cockerell, 1896
- Megachile persimilis Cockerell, 1937
- Megachile perspicua Mitchell, 1930
- Megachile peruviana Smith, 1879
- Megachile petulans Cresson, 1878
- Megachile pexa Rebmann, 1968
- Megachile phaola Cameron, 1907
- Megachile phaseoli Moure, 1977
- Megachile phenacopyga Cockerell, 1910
- Megachile philinca Cockerell, 1912
- Megachile philippinensis Friese, 1916
- Megachile phillipensis Rayment, 1935
- Megachile picicornis Morawitz, 1853
- Megachile pictiventris Smith, 1879
- Megachile piliceps Saussure, 1890
- Megachile pilicrus Morawitz, 1877
- Megachile pilidens Alfken, 1924
- Megachile piliventris Morawitz, 1886
- Megachile pillaultae Pasteels, 1978
- Megachile pilosa Smith, 1879
- Megachile pilosella Friese, 1922
- Megachile pinguicula Pasteels, 1965
- Megachile pinguiventris Pasteels, 1965
- Megachile pipunctulata (Pasteels, 1965)
- Megachile piurensis Cockerell, 1911
- Megachile placida Smith, 1862
- Megachile planatipes Cockerell, 1933
- Megachile planula Vachal, 1908
- Megachile platystoma Pasteels, 1965
- Megachile plesiosoma (Cockerell, 1935)
- Megachile pleuralis Vachal, 1908
- Megachile plumata Wu, 2005
- Megachile pluto Smith, 1860
- Megachile poeyi Guérin-Méneville, 1845
- Megachile policaris Say, 1831
- Megachile pollinosa Spinola, 1851
- Megachile polychroma Cockerell, 1937
- Megachile pondonis Cockerell, 1944
- Megachile ponticum (Alfken, 1933)
- Megachile portalis Cockerell, 1913
- Megachile portlandiana Rayment, 1953
- Megachile postnigra Cockerell, 1937
- Megachile praecipua Mitchell, 1930
- Megachile praefica Gribodo, 1894
- Megachile praetexta Vachal, 1910
- Megachile preissi Cockerell, 1910
- Megachile pretiosa Friese, 1909
- Megachile pretoriaensis Pasteels, 1965
- Megachile privigna Rebmann, 1968
- Megachile propinqua Cockerell, 1913
- Megachile prosopidis Cockerell, 1900
- Megachile prudens Mitchell, 1930
- Megachile pruina Smith, 1853
- Megachile pruinosa Pérez, 1897
- Megachile psenopogoniaea Moure, 1948
- Megachile pseudanthidioides Moure, 1943
- Megachile pseudocincta (Pasteels, 1970)
- Megachile pseudofulva (Pasteels, 1965)
- Megachile pseudolaminata (Pasteels, 1965)
- Megachile pseudolegalis Mitchell, 1957
- Megachile pseudomonticola Hedicke, 1925
- Megachile pseudonigra Mitchell, 1927
- Megachile pseudopleuralis Schrottky, 1913
- Megachile pugillatoria Costa, 1863
- Megachile pugnata Say, 1837
- Megachile pulchra Smith, 1879
- Megachile pulchrifrons Cockerell, 1933
- Megachile pulchriventris Cockerell, 1923
- Megachile pullata Smith, 1879
- Megachile pulvinata Vachal, 1910
- Megachile punctata Smith, 1853
- Megachile punctatissima Spinola, 1806
- Megachile puncticollis Friese, 1903
- Megachile punctolineata Cockerell, 1934
- Megachile punctomarginata Schulten, 1977
- Megachile pusilla Pérez, 1884
- Megachile pycnocephala Pasteels, 1966
- Megachile pyrenaea Pérez, 1890
- Megachile pyrenaica Lepeletier, 1841
- Megachile pyrrhogastra Cockerell, 1913
- Megachile pyrrhothorax Schletterer, 1891
- Megachile pyrrotricha Cockerell, 1913
- Megachile quadrata Vachal, 1909
- Megachile quadraticauda (Pasteels, 1965)
- Megachile quadridentata Mitchell, 1930
- Megachile quadrispinosella Strand, 1910
- Megachile quartinae Gribodo, 1884
- Megachile quinquelineata Cockerell, 1906
- Megachile ramakrishnae Cockerell, 1919
- Megachile rambutwan Cheesman, 1936
- Megachile ramera Cockerell, 1918
- Megachile ramulipes Cockerell, 1913
- Megachile rancaguensis Friese, 1905
- Megachile rangii Cheesman, 1936
- Megachile rava Vachal, 1908
- Megachile rawi Engel, 1999
- Megachile recisa Cockerell, 1913
- Megachile recta Mitchell, 1930
- Megachile rectipalma Vachal, 1909
- Megachile redondensis Mitchell, 1930
- Megachile reepeni Friese, 1918
- Megachile reflexa (Snelling, 1990)
- Megachile regina Cheesman, 1938
- Megachile regina Friese, 1903
- Megachile reicherti Brauns, 1929
- Megachile relata Smith, 1879
- Megachile relativa Cresson, 1878
- Megachile relicta Cockerell, 1913
- Megachile remeata Cockerell, 1913
- Megachile remigata Vachal, 1908
- Megachile remota Smith, 1879
- Megachile remotissima Cockerell, 1926
- Megachile remotula Cockerell, 1910
- Megachile resinifera Meade-Waldo, 1915
- Megachile revicta Cockerell, 1913
- Megachile rhinoceros Mocsáry, 1892
- Megachile rhodesica Cockerell, 1920
- Megachile rhododendri Cockerell, 1927
- Megachile rhodogastra Cockerell, 1910
- Megachile rhodoleucura Cockerell, 1937
- Megachile rhodopus Cockerell, 1896
- Megachile rhodosiaca Rebmann, 1972
- Megachile rhodura Cockerell, 1906
- Megachile rhyssalus Wu, 2005
- Megachile riggenbachiana Strand, 1911
- Megachile riojana Schrottky, 1920
- Megachile riojanensis Mitchell, 1930
- Megachile riomii (Pasteels, 1970)
- Megachile rixator Cockerell, 1911
- Megachile robertiana Cameron, 1905
- Megachile roepkei Friese, 1914
- Megachile roeweri (Alfken, 1927)
- Megachile rosarum Cockerell, 1931
- Megachile rossi Mitchell, 1943
- Megachile rottnestensis Rayment, 1934
- Megachile rotundata (Fabricius, 1793)
- Megachile rotundipennis W. F. Kirby, 1900
- Megachile rotundiventris Perris, 1852
- Megachile rowlandi Cockerell, 1930
- Megachile rozenii Pasteels, 1976
- Megachile rubeola Pasteels, 1965
- Megachile rubi Mitchell, 1924
- Megachile rubicunda Smith, 1879
- Megachile rubricata Smith, 1853
- Megachile rubricrus Moure, 1948
- Megachile rubrigena (Pasteels, 1965)
- Megachile rubrimana Morawitz, 1893
- Megachile rubripes Morawitz, 1875
- Megachile rubriventris Smith, 1879
- Megachile rubrociliata Pasteels, 1965
- Megachile rubtzovi Cockerell, 1928
- Megachile ruda (Pasteels, 1965)
- Megachile rudihirta Cockerell, 1931
- Megachile rufa Friese, 1903
- Megachile rufescens Pérez, 1879
- Megachile ruficeps Friese, 1903
- Megachile ruficheloides Strand, 1911
- Megachile ruficornis Smith, 1853
- Megachile rufigaster Cockerell, 1945
- Megachile rufipennis (Fabricius, 1793)
- Megachile rufipes (Fabricius, 1781)
- Megachile rufiplantis Vachal, 1904
- Megachile rufiscopa Saussure, 1890
- Megachile rufisetosa Pasteels, 1976
- Megachile rufitarsis (Lepeletier, 1841)
- Megachile rufiventris Guérin-Méneville, 1834
- Megachile rufobarbata Cockerell, 1936
- Megachile rufocaudata Friese, 1903
- Megachile rufofulva Cockerell, 1918
- Megachile rufohirtula Cockerell, 1937
- Megachile rufolobata Cockerell, 1913
- Megachile rufomaculata Rayment, 1935
- Megachile rufopilosa Friese, 1911
- Megachile rufoscopacaea Friese, 1903
- Megachile rufosuffusa Cockerell, 1937
- Megachile rufovittata Cockerell, 1911
- Megachile rufulina Cockerell, 1937
- Megachile rugicollis Friese, 1903
- Megachile rugifrons (Smith, 1854)
- Megachile rugosa Smith, 1879
- Megachile rupshuensis Cockerell, 1911
- Megachile saba Strand, 1914
- Megachile sabinensis Mitchell, 1934
- Megachile saganeitana Gribodo, 1894
- Megachile saigonensis Cockerell, 1920
- Megachile salsburyana Friese, 1922
- Megachile sandacana Cockerell, 1919
- Megachile santacrucensis Durante, Abramovich & Lucia, 2006
- Megachile santaerosae Strand, 1910
- Megachile santaremensis Mitchell, 1930
- Megachile santiaguensis Durante, 1996
- Megachile saulcyi Guérin-Méneville, 1845
- Megachile saussurei Radoszkowski, 1874
- Megachile sauteri Hedicke, 1940
- Megachile scheviakovi Cockerell, 1928
- Megachile schmidti Friese, 1917
- Megachile schmiedeknechti Costa, 1884
- Megachile schulthessi Friese, 1903
- Megachile scindularia Buysson, 1903
- Megachile sculpturalis Smith, 1853
- Megachile scutellata Smith, 1879
- Megachile seclusa Cockerell, 1931
- Megachile seducta Mitchell, 1934
- Megachile sedula Smith, 1879
- Megachile seewaldi Strand, 1911
- Megachile sejuncta Cockerell, 1927
- Megachile selenostoma Cockerell, 1931
- Megachile semibarbata Cockerell, 1937
- Megachile semicandens Cockerell, 1910
- Megachile semicircularis van der Zanden, 1996
- Megachile semiclara Cockerell, 1929
- Megachile semicognata Cockerell, 1937
- Megachile semierma Vachal, 1903
- Megachile semiflava Cockerell, 1937
- Megachile semifulva Friese, 1922
- Megachile semilaurita Mitchell, 1927
- Megachile semiluctuosa Smith, 1853
- Megachile semipleta Cockerell, 1921
- Megachile semirufa Sichel, 1867
- Megachile semivenusta Cockerell, 1931
- Megachile semivestita (Smith, 1853)
- Megachile semota Cockerell, 1927
- Megachile senex Smith, 1853
- Megachile septentrionella Pasteels, 1965
- Megachile sequior Cockerell, 1910
- Megachile seraxensis Radoszkowski, 1893
- Megachile sericans Fonscolombe, 1852
- Megachile sericeicauda Cockerell, 1910
- Megachile serraticauda Cockerell, 1938
- Megachile serricauda Cockerell, 1910
- Megachile serrigera Cockerell, 1937
- Megachile setosa Vachal, 1909
- Megachile sexmaculata Alfken, 1942
- Megachile sexmaculata Smith, 1868
- Megachile seychellensis Cameron, 1907
- Megachile sheppardi (Pasteels, 1965)
- Megachile shortlandi Cockerell, 1911
- Megachile siamensis Cockerell, 1927
- Megachile sicheli Friese, 1903
- Megachile sicula (Rossi, 1792)
- Megachile sidalceae Cockerell, 1897
- Megachile sikkimi Radoszkowski, 1882
- Megachile sikorae Friese, 1900
- Megachile silvapis Wu, 2005
- Megachile silverlocki Meade-Waldo, 1913
- Megachile silvestris Rayment, 1951
- Megachile similis Smith, 1879
- Megachile simillima Smith, 1853
- Megachile simlaensis Cameron, 1909
- Megachile simonyi Friese, 1903
- Megachile simplex Smith, 1853
- Megachile simpliciformis Cockerell, 1918
- Megachile simplicipes Friese, 1921
- Megachile simulator Cockerell, 1937
- Megachile sinensis (Wu, 1985)
- Megachile singularis Cresson, 1865
- Megachile sinuata Friese, 1903
- Megachile slevini Cockerell, 1924
- Megachile soledadensis Cockerell, 1900
- Megachile sonorana Cockerell, 1924
- Megachile sosia (Pasteels, 1970)
- Megachile spatulicornis Pasteels, 1973
- Megachile speluncarum Meade-Waldo, 1915
- Megachile sphenapis Wu, 2005
- Megachile spinarum Cockerell, 1937
- Megachile spinosiventris Pasteels, 1965
- Megachile spinotulata Mitchell, 1934
- Megachile spissula Cockerell, 1911
- Megachile squalens Haliday, 1836
- Megachile squamosa Rebmann, 1970
- Megachile staudingeri Friese, 1905
- Megachile stefenellii Friese, 1903
- Megachile steinbachi Friese, 1906
- Megachile stellarum Cockerell, 1920
- Megachile stellensis Pasteels, 1965
- Megachile stenodesma Schrottky, 1913
- Megachile sterilis Mitchell, 1930
- Megachile sternintegra (Pasteels, 1965)
- Megachile stilbonotaspis Moure, 1945
- Megachile stoddardensis Mitchell, 1957
- Megachile stolzmanni Radoszkowski, 1893
- Megachile stomatura Cockerell, 1917
- Megachile strandi (Popov, 1936)
- Megachile strenua Smith, 1879
- Megachile striatella Rebmann, 1968
- Megachile striatula (Cockerell, 1931)
- Megachile strigata Vachal, 1904
- Megachile structilis Cockerell, 1918
- Megachile strupigera Cockerell, 1922
- Megachile stulta Bingham, 1897
- Megachile subalbuta Yasumatsu, 1936
- Megachile subanograe Mitchell, 1934
- Megachile subatrella Rayment, 1939
- Megachile subcingulata Moure, 1945
- Megachile subexilis Cockerell, 1908
- Megachile subferox Meade-Waldo, 1915
- Megachile sublaurita Mitchell, 1927
- Megachile submetallica Benoist, 1955
- Megachile submucida Alfken, 1926
- Megachile subnigra Cresson, 1879
- Megachile subpallens Vachal, 1908
- Megachile subparallela Mitchell, 1944
- Megachile subremotula Rayment, 1934
- Megachile subrixator Cockerell, 1915
- Megachile subsericeicauda Rayment, 1939
- Megachile subserricauda Rayment, 1935
- Megachile subtranquilla Yasumatsu, 1938
- Megachile sudanica Magretti, 1898
- Megachile suffusipennis Cockerell, 1906
- Megachile sumatrana Friese, 1918
- Megachile sumichrasti Cresson, 1878
- Megachile sumizome Hirashima & Maeta, 1974
- Megachile suspecta Vachal, 1909
- Megachile susurrans Haliday, 1836
- Megachile swarbrecki Rayment, 1946
- Megachile syraensis Radoszkowski, 1874
- Megachile szentivanyi (Michener, 1965)
- Megachile tabayensis Schrottky, 1920
- Megachile taiwanicola Yasumatsu & Hirashima, 1965
- Megachile takaoensis Cockerell, 1911
- Megachile tangensis Cockerell, 1937
- Megachile tantilla Cockerell, 1937
- Megachile tapytensis Mitchell, 1929
- Megachile tardula Cameron, 1905
- Megachile tarea Cameron, 1902
- Megachile tarsatula Cockerell, 1915
- Megachile tarsatulata Cockerell, 1916
- Megachile tarsisignata Cockerell, 1920
- Megachile tasmanica Cockerell, 1916
- Megachile taua Strand, 1911
- Megachile tecta Radoszkowski, 1888
- Megachile temora Cameron, 1905
- Megachile tenuicincta Cockerell, 1929
- Megachile tenuitarsis Schrottky, 1920
- Megachile tepaneca Cresson, 1878
- Megachile terminalis Smith, 1858
- Megachile terminata Morawitz, 1875
- Megachile terrestris Schrottky, 1902
- Megachile tertia Dalla Torre, 1896
- Megachile tessmanni Pasteels, 1965
- Megachile tetracantha Cockerell, 1937
- Megachile tetrazona Friese, 1908
- Megachile tetrodonta Pasteels, 1965
- Megachile texana Cresson, 1878
- Megachile texensis Mitchell, 1956
- Megachile thoracica Smith, 1853
- Megachile thygaterella Schrottky, 1913
- Megachile tiburonensis Cockerell, 1924
- Megachile timberlakei Cockerell, 1920
- Megachile timida Mitchell, 1930
- Megachile timorensis Friese, 1918
- Megachile tkalcui van der Zanden, 1996
- Megachile toluca Cresson, 1878
- Megachile tomentosa Friese, 1903
- Megachile torrida Smith, 1853
- Megachile toscata Mitchell, 1934
- Megachile tosticauda Cockerell, 1912
- Megachile townsendiana Cockerell, 1898
- Megachile toxopei Alfken, 1926
- Megachile tranquilla Cockerell, 1911
- Megachile transgrediens Rebmann, 1970
- Megachile transiens (Pasteels, 1965)
- Megachile trapezicauda Pasteels, 1965
- Megachile trepida Mitchell, 1930
- Megachile tributa Vachal, 1909
- Megachile trichorhytisma Engel, 2006
- Megachile trichroma Friese, 1922
- Megachile trichrootricha Moure, 1953
- Megachile tricolor (Pasteels, 1970)
- Megachile tricolor Friese, 1903
- Megachile tridentata Ashmead, 1900
- Megachile trigonaspis Schrottky, 1913
- Megachile trisecta (Pasteels, 1976)
- Megachile tritacantha (Pasteels, 1970)
- Megachile trizonata Wu, 2005
- Megachile trochantina Vachal, 1909
- Megachile troodica Mavromoustakis, 1953
- Megachile trucis Mitchell, 1930
- Megachile truncata Friese, 1903
- Megachile truncaticauda Cockerell, 1933
- Megachile truncaticeps Friese, 1909
- Megachile tsimbazazae (Pauly, 2001)
- Megachile tsingtauensis Strand, 1915
- Megachile tsurugensis Cockerell, 1924
- Megachile tuberculata Smith, 1857
- Megachile tuberculifera Schrottky, 1913
- Megachile tucumana Vachal, 1908
- Megachile tulariana Mitchell, 1937
- Megachile tupinaquina Schrottky, 1913
- Megachile turbulenta Mitchell, 1930
- Megachile turneri (Meade-Waldo, 1913)
- Megachile turpis Mitchell, 1930
- Megachile tutuilae Perkins & Cheesman, 1928
- Megachile uamiella Pasteels, 1965
- Megachile ulrica Nurse, 1901
- Megachile umatillensis (Mitchell, 1927)
- Megachile umbiloensis Cockerell, 1920
- Megachile umbripennis Smith, 1853
- Megachile una Vachal, 1909
- Megachile ungulata Smith, 1853
- Megachile unifasciata Radoszkowski, 1881
- Megachile urbana Smith, 1879
- Megachile ustulata Smith, 1862
- Megachile utra Vachal, 1903
- Megachile vachali (Pasteels, 1965)
- Megachile vagata Vachal, 1908
- Megachile valdezi Cockerell, 1916
- Megachile valida Smith, 1879
- Megachile vandeveldii (Meunier, 1888)
- Megachile vanduzeei Cockerell, 1924
- Megachile variabilis (King, 1994)
- Megachile varipes Vachal, 1908
- Megachile variplantis Vachal, 1909
- Megachile variscopa Pérez, 1895
- Megachile variscopula Cockerell, 1931
- Megachile velutina Smith, 1853
- Megachile ventralis Smith, 1860
- Megachile venusta Smith, 1853
- Megachile venustella Cockerell, 1917
- Megachile veraecrucis Cockerell, 1896
- Megachile verrucosa Brèthes, 1910
- Megachile versicolor Smith, 1844
- Megachile vestis Mitchell, 1930
- Megachile vestita Smith, 1853
- Megachile vestitor Cockerell, 1910
- Megachile veterna Vachal, 1908
- Megachile vetula Vachal, 1904
- Megachile viator Mitchell, 1930
- Megachile victoriana Mitchell, 1934
- Megachile vigilans Smith, 1878
- Megachile villipes Morawitz, 1875
- Megachile villosa (Fabricius, 1775)
- Megachile virescens Cockerell, 1912
- Megachile viridicollis Morawitz, 1875
- Megachile viridinitens Cockerell, 1930
- Megachile vitraci Pérez, 1884
- Megachile vittatula Cockerell, 1920
- Megachile voiensis Cockerell, 1937
- Megachile vulpina Friese, 1913
- Megachile vulpinella Pasteels, 1973
- Megachile wagenknechti Ruiz, 1936
- Megachile wahlbergi Friese, 1901
- Megachile walkeri Dalla Torre, 1896
- Megachile waterbergensis Strand, 1911
- Megachile waterhousei Cockerell, 1906
- Megachile wheeleri Mitchell, 1927
- Megachile whiteana Cameron, 1905
- Megachile willowmorensis Brauns, 1926
- Megachile willughbiella (Kirby, 1802)
- Megachile wilmattae Cockerell, 1924
- Megachile woodfordi Cockerell, 1911
- Megachile wyndhamensis Rayment, 1935
- Megachile wyomingensis Mitchell, 1934
- Megachile xanthothrix Yasumatsu & Hirashima, 1964
- Megachile xanthura Spinola, 1853
- Megachile xerophila Cockerell, 1933
- Megachile xylocopoides Smith, 1853
- Megachile yaeyamaensis Yasumatsu & Hirashima, 1964
- Megachile yasumatsui Hirashima, 1974
- Megachile ypirangensis Schrottky, 1913
- Megachile yumensis Mitchell, 1944
- Megachile zambesica Pasteels, 1965
- Megachile zapoteca Cresson, 1878
- Megachile zaptlana Cresson, 1878
- Megachile zebrella Pasteels, 1973
- Megachile zernyi Alfken, 1933
- Megachile zexmeniae Cockerell, 1912
- Megachile zingowli Cheesman, 1936
- Megachile zombae Schulten, 1977